# Кричевский, Андрей Борисович
Андре́й Бори́сович Криче́вский (род. 6 июня 1981, Минск, Белорусская ССР) — российский юрист, бизнесмен, общественный деятель, председатель общественно-государственной организации "Российский центр оборота прав на результаты творческой деятельности", президент Ассоциации IPCHAIN, генеральный директор АО «Фирма Мелодия», генеральный секретарь Евразийской конфедерации обществ правообладателей.

## Биография
- В 2003 году окончил факультет юриспруденции государственного университета «Высшая школа экономики».
- С 2005 года возглавлял группу компаний по консалтингу в сфере корпоративного права и защиты интеллектуальной собственности.
- В апреле 2008 года был утверждён арбитром третейского суда при Торгово-промышленной палате Московской области.
- В 2008 году принимал активное участие в создании Общероссийской общественной организации «Общество по коллективному управлению смежными правами „Всероссийская организация интеллектуальной собственности“» (ВОИС). Был избран в состав правления и назначен генеральным директором ВОИС.
- В сентябре 2009 года вошёл в состав экспертного совета по авторскому и смежным правам при Министерстве культуры Российской Федерации.
- В ноябре 2009 года принял участие в создании Общероссийской общественной организации «Российский союз правообладателей» (РСП) и был избран в состав правления и назначен генеральным директором.
- С февраля 2011 года — первый заместитель генерального директора РСП.
- С декабря 2015 года по декабрь 2021 года — генеральный директор РСП.
- С 27 апреля 2011 года[2] — генеральный директор ФГУП «Фирма Мелодия». По утверждению Кричевского, ФГУП должен был быть подготовлен к приватизации в течение года, однако из-за бюрократических проволочек реализовать этот сценарий удалось только в 2016 году.
- С декабря 2011 года является членом совета директоров газеты «Культура».
- С 2015 года — заместитель председателя Общественного совета УВД по ТиНАО ГУ МВД России по г. Москве.
- С 2015 года — член Совета по вопросам интеллектуальной собственности при Совете Федерации Российской Федерации.
- С 2015 года — член попечительского совета ФГБОУ ВО «Российская государственная академия интеллектуальной собственности».
- В мае 2017 года стал инициатором создания Евразийской конфедерации обществ правообладателей (ЕАКОП), в которую вошли ведущие организации по коллективному управлению авторскими и смежными правами из России, Казахстана, Беларуси, Молдовы, Китая, Турции, Кыргызстана, Узбекистана, Армении и Азербайджана.[3]
- В сентябре 2017 года совместно с Фондом Сколково стал инициатором создания ассоциации "Национальный координационный центр обработки транзакций с правами и объектами интеллектуальной собственности " (IPCHAIN)[4]
- В октябре 2021 года избран председателем общественно-государственной организации "Российский центр оборота прав на результаты творческой деятельности" (создана указом Президента РФ от 28.06.2021 № 378).

Под руководством Кричевского впервые была начата оцифровка фонотеки «Фирмы Мелодия», запущены цифровые продажи контента. После многолетнего перерыва был возобновлён выпуск виниловых пластинок. Под его руководством фирма выпустила комплект из 50 дисков концертных записей пианиста Святослава Рихтера к 100-летию со дня его рождения.
В 2018 году Ассоциация IPCHAIN стала лауреатом Премии Рунета, престижной общенациональной награды в области высоких технологий и интернета, в номинации «Экономика и бизнес».

## Награды
- Медаль ордена «За заслуги перед Отечеством» II степени (3 октября 2023 года) — за заслуги в развитии отечественной культуры и искусства, многолетнюю плодотворную творческую деятельность [7]
- В рейтинге «лучших топ-менеджеров России», заняв 6 место в категории «высшие руководители, профессиональные услуги» (2016 год)[8].
- Специальный приз Профессиональной премии Ассоциации продюсеров кино и телевидения (АПКиТ) «За технологический прорыв года» (2017 год)[9]

## Критика
В «жёлтой прессе» Кричевского называли профессиональным рейдером. Кричевский отвечал на нападки в прессе. После публикации статьи в адрес Кричевского «История с подминанием авторских прав», написанной членом Общественной палаты Артёмом Кирьяновым, «Комсомольская правда» опубликовала ответ Кричевского. Исходная статья Кирьянова с сайта «Комсомольской правды» была удалена редакцией газеты.

### Конфликт вокруг объединения РАО, РСП и ВОИС
17 июля 2015 года была проведена конференция трёх крупнейших организаций, занимающихся коллективным управлением — РАО, РСП и ВОИС, на которой было объявлено, что РСП, ВОИС и РАО объединятся в единую структуру — профсоюз деятелей культуры «Российское авторское общество» (ПДК РАО). Конференция была организована С. С. Федотовым и оказалась не признанной руководством ВОИС и РСП, которое объявило о её нелегитимности. По состоянию на осень 2015 года объединение фактически не состоялось, однако Кричевского «желтая пресса» обвинила в попытке рейдерского захвата РАО.

### Нападение
Вечером 14 августа 2015 года группа неизвестных напала на Кричевского возле здания ВОИС. По сообщению газеты «Известия», нападавшие потребовали от Кричевского уйти с занимаемого им поста в РАО. Результатом нападения стали закрытая черепно-мозговая травма и перелом носа.